# Turia
Turia (szerbül Турија / Turija) település Szerbiában, a Vajdaságban, a Dél-bácskai körzetben, Szenttamás községben.

## Fekvése
A Ferenc-csatorna mellett, Szenttamás keleti szomszédjában fekszik.

## Jegyzetek

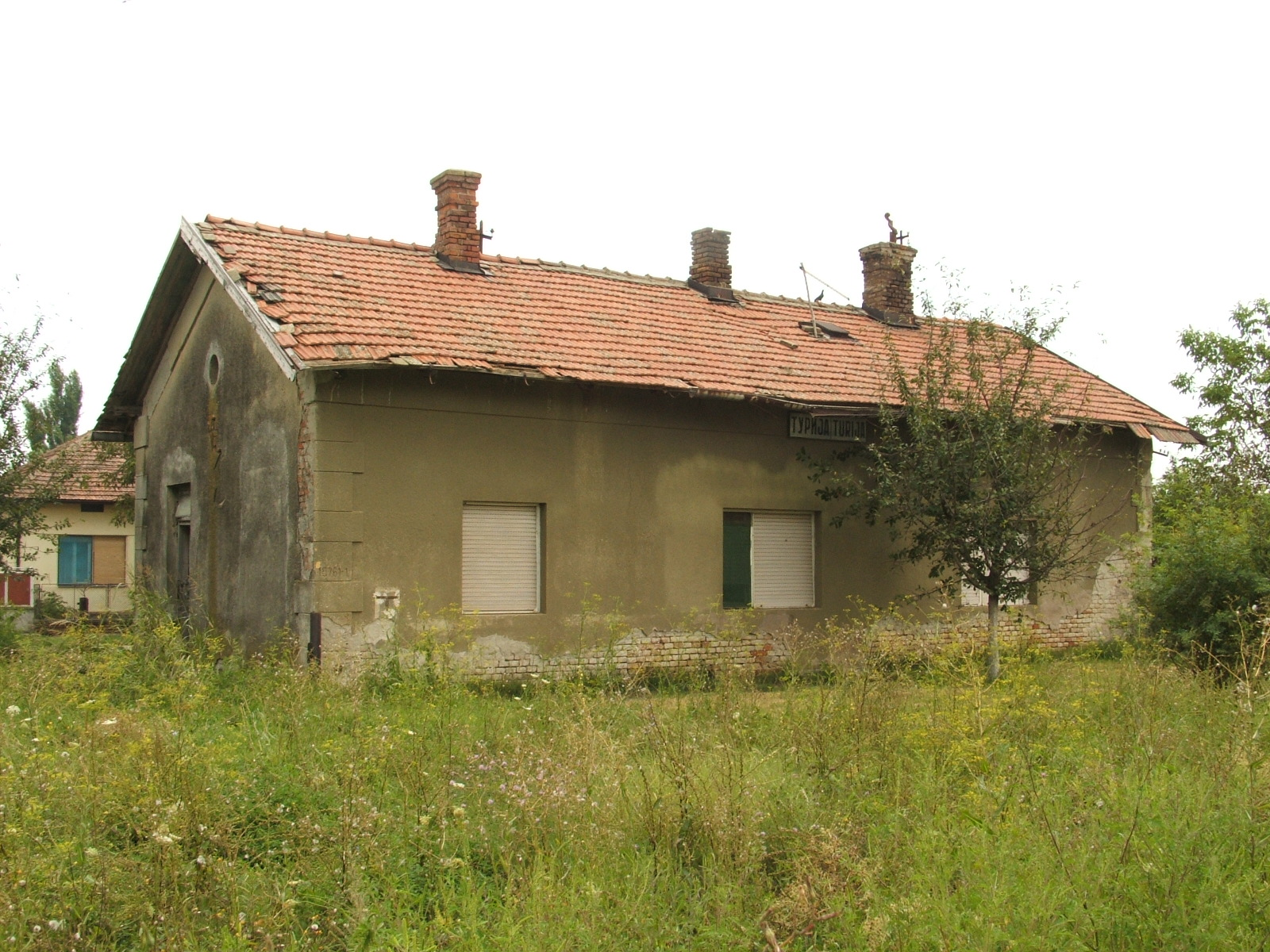
Az egykori vasútállomás

## Népesség

### Demográfiai változások
| 1948 | 1953 | 1961 | 1971 | 1981 | 1991 | 2002 |
| ---- | ---- | ---- | ---- | ---- | ---- | ---- |
| 3781 | 3730 | 3582 | 3242 | 2935 | 2615 | 2562 |

## Külső hivatkozások
- Turia története Archiválva 2009. szeptember 29-i dátummal a Wayback Machine-ben